# Morus alba
A morus alba, comummente conhecida como amora-branca, é uma espécie de planta com flor pertencente à família Moraceae. 
A autoridade científica da espécie é L., tendo sido publicada em Species Plantarum 2: 986. 1753. Pertence ao tipo fisionómico das mesofanerófitos.
Trata-se de uma espécie ruderal que floresce entre Maio e Maio

## Portugal
Trata-se de uma espécie presente no território português, nomeadamente em Portugal Continental.
Em termos de naturalidade é introduzida na região atrás indicada, encontrando-se naturalizada nas zonas do Centro-oeste olissiponense e do Centro-sul plistocénico.

## Protecção
Não se encontra protegida por legislação portuguesa ou da Comunidade Europeia.